# Ashli Orion
Ashli Orion (San Diego, California, 19 de junio de 1987) es el nombre artístico de una actriz pornográfica estadounidense.

## Biografía
Orion nació en San Diego, California. Cuando tenía catorce años se mudó a Los Ángeles.
Orion tiene ascendencia española, ya que su abuelo nació en Barcelona. Así mismo, su lengua materna es el castellano.
Trabajó como asistente de producción para programas de televisión y videos musicales.
Ingresó en el porno luego de haber enviado fotos suyas a la agencia LA Direct Models en 2008. Su primera escena la realizó con el actor Rocco Reed para el filme Brand New Faces de la productora Vivid Entertainment

## Premios y nominaciones
| Año  | Ceremonia     | Resultado | Premio | Trabajo                                    |
| ---- | ------------- | --------- | --- | ------------------------------------------ |
| 2010 | Urban X Award | Ganadora  | Best Interracial Star (compartido con Katie Kox) | —                                          |
| 2011 | AVN Award     | Nominada  | Best Original Song | "Cock" in Downtown Girls                   |
| 2011 | AVN Award     | Nominada  | Most Outrageous Sex Scene (compartido con Amy Brooke, Andy San Dimas, Ann Marie Rios, Charley Chase, Kristina Rose, Monique Alexander, Sammie Rhodes, Sinn Sage, Tara Lynn Foxx y Belladonna) | Party of Feet 2                            |
| 2011 | AVN Award     | Nominada  | Unsung Starlet of the Year | —                                          |
| 2011 | XRCO Award    | Nominada  | Unsung Siren | —                                          |
| 2012 | AVN Award     | Nominada  | Best Three-Way Sex Scene – G/G/B (compartido con Charley Chase y Evan Stone) | Captain America: An Extreme Comixxx Parody |
| 2012 | Urban X Award | Nominada  | Best 3-Way Sex Scene (compartido con Lily LaBeau y Prince Yahshua) | The Baby Sitters Gang                      |
| 2012 | Urban X Award | Nominada  | IR Star of the Year | —                                          |
| 2013 | AVN Award     | Nominada  | Best Double Penetration Sex Scene (compartido con Nat Turnher y Wesley Pipes) | Big Ass Anal Wreckage                      |
| 2014 | AVN Award     | Nominada  | Best Three-Way Sex Scene – B/B/G (compartido con Mark Zane y D. Snoop) | Jerkoff Material 9                         |